# Vertical Limit
Vertical Limit ist ein US-amerikanischer Spielfilm unter der Regie von Martin Campbell und mit Chris O’Donnell in der Hauptrolle. Mit einem weltweiten Einspielergebnis von rund 215 Millionen US-Dollar gilt der im Jahr 2000 produzierte Film als ein finanzieller Erfolg.

## Inhalt
Im Prolog des Films klettern die Geschwister Peter und Annie Garrett gemeinsam mit ihrem Vater in einer Felswand. Durch den Unfall einer anderen Klettergruppe hängen alle drei aneinander im Seil, und der Vater fordert Peter verzweifelt auf, ihn vom Seil zu schneiden, um diesen und Annie zu retten. Der Vater stürzt daraufhin in den Tod.
Jahre später treffen Peter und Annie im Basislager des K2 wieder aufeinander, ihr Verhältnis ist seit dem Vorfall unterkühlt. Annie, die Peter für den Tod ihres Vaters verantwortlich macht, nimmt an einer Expedition des ehrgeizigen Millionärs Elliot Vaughn teil, der den Gipfel zu PR-Zwecken besteigen will. Obwohl das Wetter bereits schlechter wird, nötigt Vaughn den Bergführer Tom McLaren zum Weitergehen. Als der Sturm losbricht, kehrt die Gruppe um, und Annie, Vaughn und McLaren stürzen in eine Eisspalte, die von einer Lawine verschüttet wird.
Peter stellt im Basislager einen Rettungstrupp zusammen. Zur Befreiung der Eingeschlossenen führen sie Nitroglycerin mit, um sie damit freisprengen zu können. Auf halber Höhe können sie den Einzelgänger Montgomery Wick, dessen Frau bei einer früheren Expedition von Vaughn ums Leben kam, zum Mitgehen bewegen. Während Teile des Rettungstrupps durch einen Unfall mit dem Nitroglycerin sowie weitere Lawinen verunglücken und sterben, entdeckt Wick die gefrorene Leiche seiner Frau. Er erklärt Peter, dass er vermutet, Vaughn habe ihren Tod verschuldet, und dass er ihn dafür zur Rechenschaft ziehen werde.
Die Verschütteten kämpfen derweil um ihr Leben, das Wasser und der Brennspiritus gehen zur Neige. Vaughn tötet McLaren, um die verbleibenden Vorräte länger zu strecken. Schließlich erreichen Peter und die Frankokanadierin Monique die Verschütteten und sprengen sie frei. Bei der Rettung kommt es zur selben Situation wie zu Beginn des Films: Peter, Wick und Vaughn hängen an einem Seil und drohen in die Gletscherspalte zu stürzen. Wick schneidet sich und Vaughn, der unter ihm hängt, ab. Annie sowie Peter und Monique, die sich auch menschlich nähergekommen sind, kehren zurück ins Basislager.

## Kritik
„Ein fotografisch eindrucksvolles Bergsteigerdrama, dessen Konfliktpotenzial sich den Dimensionen einer antiken Tragödie annähert. Die spektakulären Bilder überdecken freilich das menschliche Drama, zumal die Charaktere nur ungenügend entwickelt sind.“

„Trotz des großen Aufwands […] ist es nicht gelungen, die Handlung realistisch erscheinen zu lassen. Fast nichts in diesem Film sieht aus wie am wirklichen Berg. Ob mit einer Sprengladung eine Lawine ausgelöst wird oder nach einer Explosion der halbe Berg in die Luft fliegt – es ist zum Lachen.“

## Synchronisation
| Rollenname        | Schauspieler      | Synchronsprecher   |
| ----------------- | ----------------- | ------------------ |
| Peter Garrett     | Chris O’Donnell   | Philipp Brammer    |
| Montgomery Wick   | Scott Glenn       | Reiner Schöne      |
| Elliot Vaughn     | Bill Paxton       | Wolfgang Müller    |
| Annie Garrett     | Robin Tunney      | Elisabeth Günther  |
| Skip Taylor       | Robert Taylor     | Crock Krumbiegel   |
| Tom McLaren       | Nicholas Lea      | Alexander Brem     |
| Col. Amir Salem   | Roshan Seth       | Osman Ragheb       |
| Cyril Bench       | Steve Le Marquand | Gudo Hoegel        |
| Ed Viesturs       | Ed Viesturs       | Claus Brockmeyer   |
| Frank Williams    | David Hayman      | Reinhard Glemnitz  |
| Kareem            | Alexander Siddig  | Markus Fennert     |
| Major Rasul       | Temuera Morrison  | Hans-Rainer Müller |
| Malcolm Bench     | Ben Mendelsohn    | Tobias Lelle       |
| Monique Aubertine | Izabella Scorupco | Carin C. Tietze    |
| Royce Garrett     | Stuart Wilson     | Reinhard Brock     |

FFS Film- & Fernseh-Synchron GmbH, München

## Produktionsnotizen
Bergsteiger Ed Viesturs hat einen Cameo-Auftritt als Trainer.

## Auszeichnungen
BAFTA Awards
- 2001 – Nominierung für den BAFTA Award in der Kategorie Best Achievement in Special Visual Effects

Blockbuster Entertainment Awards
- 2001 – Robin Tunney wurde für einen Blockbuster Entertainment Award in der Kategorie Favorite Actress – Action nominiert

Satellite Awards
- 2001 wurde Kent Houston für die besten Spezial-Effekte für den Golden Satellite Award nominiert.